# پی‌ال-۷
موشک پی‌ال-۷، نوعی موشک هوابه‌هوای کوتاه‌برد تولید چین با آشیانه‌یابی فروسرخ است که شباهت زیادی به موشک فرانسوی آر۵۵۰ مجیک (ماژیک) دارد و به‌نظر می‌رسد کپی این موشک و ساخته‌شده بر اساس مهندسی معکوس باشد. طراحی این موشک در سال ۱۹۸۲ آغاز شده، اولین پرواز آزمایشی خود را در سال ۱۹۸۴ انجام داد و تولید انبوه از سال ۱۹۸۷ آغاز شد. بسیاری از کارشناسان کیفیت این موشک را پائین‌تر از آر۵۵۰ فرانسوی می‌دانند.
پی‌ال مخفف واژه چینی پی‌لی به معنی آذرخش است که تمامی موشک‌های هوابه‌هوای چینی از این نام استفاده می‌کنند.

## کاربران
این موشک در ارتش آزادی‌بخش خلق استفاده نمی‌شود و تنها توسط سازنده هواپیماهای جنگنده چنگدو جی-۷ معروف به اف-۷ و نانچانگ کیو-۵ به بازار صادراتی عرضه شده‌است.
ایران در جریان جنگ ایران و عراق ۴۰۰ عدد از این موشک را به همراه جنگنده‌های کم‌توان اف-۷ (کپی چینی میگ-۲۱) بین سال‌های ۸۸–۱۹۸۶ از چین خریداری کرد. این موشک دارای برد محدود ۳ تا ۵ کیلومتر می‌باشد و از یک جستجوگر ضعیف بهره می‌برد که باعث می‌شود در نبردهای هوایی کارایی چندانی نداشته باشد. با این وجود، تلاش‌هایی برای نصب این موشک بر روی جنگنده‌های اف-۴، اف-۵ و حتی میگ-۲۹ انجام شده، هرچند قابلیت این موشک هم از موشک هوابه‌هوای روسی ویمپل آر-۷۳ میگ-۲۹ و هم از ایم-۹ سایدوایندر اف-۴ و اف-۵ بسیار پائین‌تر است. در حال حاضر این موشک‌ها تنها بر روی جنگنده‌های چینی اف-۷ و میراژ اف۱های فرانسوی، که در جریان حمله سال ۱۹۹۱ به عراق به ایران گریختند، و از نبود موشک ماژیک رنج می‌برند استفاده می‌شوند.

## ویژگی‌ها
- طول - ۲٫۷۴ متر
- قطر - ۱۵۷ میلی‌متر
- طول باله - ۰٫۶۶ متر
- وزن - ۸۹ کیلوگرم
- کلاهک جنگی - ۱۲٫۵ کیلوگرم
- سرعت - ۲٫۵ ماخ
- بُرد - ۰٫۵ تا ۱۴ کیلومتر
- سیستم هدایت موشک: آشیانه‌یابی فروسرخ